# 盧希夫卡 (扎波羅熱州)
47°14′52″N 35°46′20″E / 47.24778°N 35.77222°E
盧希夫卡（烏克蘭語：Лугівка）是位於烏克蘭東南部的村莊，由扎波羅熱州波洛希區的托克馬克市鎮負責管轄。該村處於托克馬克河左岸，距離法布里奇内2公里，始建於1864年，面積1.19平方公里，海拔高度50米，2001年人口291。